# نام یو سان
نام یو سان (کره‌ای: 남 유선؛ زادهٔ ۲۳ ژوئیهٔ ۱۹۸۵) ورزشکار ورزش شنا اهل کره جنوبی است.
وی در مسابقات کشوری و بین‌المللی در مجموع برندهٔ ۱ مدال نقره و ۱ مدال برنز شده‌است.